# ベガスベガス
株式会社ベガスベガスは、パチンコチェーン「ベガスベガス」の運営などを手がける企業。

## 概要
「全てのお客さまに喜んでいただく。全社員の物心両面の幸せの追求。」を企業目的とし、「世界を驚かすワクワクドキドキのエンターテインメント企業をつくる。」を会社理念としている。
パチンコ「ベガスベガス」、各種アミューズメント施設、不動産開発、 飲食事業等を行っている。
東京都中央区に本社を置き、山形・シンガポールに支社を設置する。

## 沿革
- 1981年12月 - 「株式会社大成商事」設立。
- 1995年10月 - 「株式会社タイセー」設立。
- 2006年9月 - 東京本社を設置。「株式会社タイセーグロス」設立。
- 2010年4月 - 「株式会社大成商事」から「株式会社ベガスベガス」へ社名変更。
- 2017年12月 - ベトナム・ハロン市にカジノ店を開設[1]。
- 2018年5月 - 本店所在地を山形市から東京都中央区へ移転したと同時に、東京本社の1本社制となる。山形本社は山形支社となる。

## 事業内容

### パチンコ事業
- ベガスベガス

山形県、宮城県、北海道、東京都、大阪府に展開するパチンコ店。かつては「あたりや」→「現代」→「X・O」のブランド名で店舗を展開していた。

### カジノ事業
- HOLLYWOOD ONE GAMING CLUB（ハノイ）
- Galaxy Saigon Club（ホーチミン）
- Winners' Club（ハノイ）

### 日焼けサロン
- ビーチタイム

日焼けサロン。札幌市に展開。

### ゲーム事業
- ベガジオ

ゲームセンター。札幌市に展開。

### フード事業
- タコとハイボール（東京・札幌・仙台）
- ビストロタカハシ
- 海老秀
- 美味しい亭
- 山形中華そば 麺や一球

### 温浴事業
- ゆ～とぴあ仙台南（ベガロポリス仙台南内）

## イメージキャラクター
元プロ野球選手の清原和博を広告キャラクターとして起用していたが、2014年頃から覚せい剤使用疑惑が持ち上がり、キャラクター契約を打ち切った。2015年4月からは新たに石田純一を起用したが、翌年初夏、東京都知事選挙への出馬が取りざたされ、契約継続の可否判断で非常に神経質な局面もあった。

## GSビル
2003年11月、大成商事は仙台駅西口の映画館などが入っていた日乃出興業ビルを買収。取得後、ビル名は「大成商事GSビル」に改められ、ベガスベガスなどがテナントとして営業した。しかし、2008年4月、大成商事はビルをオリックス不動産に売却し、ビル名は「GSビル」に再度改められた。
その後、仙台市が2017年1月に公表した大規模建築物の耐震診断で、GSビルは震度6強～7程度で倒壊または崩壊する危険性があると診断された。このためオリックス不動産は安全面などを憂慮し、全テナントに退去するよう通告。テナントの撤退後、ビルは2018年6月から解体工事が着手され、19年秋までに完了。跡地は20年からは時間貸し駐車場として使われている。
オリックス不動産は所有するGSビル跡地および隣接する旧仙台ホテル跡地（現在は時限的な商業施設であるEDENが設置されている）について、複合型ビルの建設を模索しているが、EDENについてオリックス不動産が、テナントとの契約の期限を2022年1月末から最長2年間延長したことが、河北新報社の関係者への取材で明らかとなった。このため、跡地の一体的な再開発は2024年以降となる見通しとなった。

## 商標について
愛知県にあるダイハチが運営するパチンコホール『ベガビック』（2022年までは『ベガスグループ』）との関係はない。なお、ベガスの商標は2009年にベガスベガスが提出しており、商標権をめぐって2016年から2020年にかけてベガスベガスがダイハチを相手に裁判していたことがあった。